# Linda, Kalifornien
Linda är en ort (CDP) i Yuba County, i delstaten Kalifornien, USA. Enligt United States Census Bureau har orten en folkmängd på 17 773 invånare (2010) och en landarea på 22,1 km².